# John Jacob Astor IV
Pour les articles homonymes, voir John Jacob Astor et Astor.
Vous lisez un « article de qualité » labellisé en 2010.
Le colonel John Jacob Astor IV, né le 13 juillet 1864 et mort le 15 avril 1912, est un homme d'affaires, inventeur, écrivain et militaire américain.
Membre de l'influente famille Astor, il hérite de la fortune de ses ancêtres et gère un vaste empire financier et immobilier. Il est notamment propriétaire de l'hôtel The Waldorf-Astoria à New York. Astor s'illustre dans le domaine littéraire en écrivant un roman de science-fiction, et dépose également les brevets de plusieurs inventions de son cru. Il devient, de plus, colonel durant la guerre hispano-américaine.
J.J. Astor cause un scandale lorsqu'il divorce de sa première épouse, Ava Lowle Willing, pour se marier deux ans plus tard avec une fille de 17 ans, Madeleine Force. Pour fuir les ragots, le couple voyage en Europe et en Égypte en 1911. Lorsque Madeleine se retrouve enceinte, tous deux décident de rentrer aux États-Unis et embarquent sur le paquebot Titanic le 10 avril 1912.
Quatre jours plus tard, le navire heurte un iceberg et fait naufrage. Si son épouse survit, Astor reste à bord et périt dans la catastrophe. Son corps est repêché en très bon état par le Mackay-Bennett dans les jours qui ont suivi. Après sa mort, il laisse la plus grande partie de sa fortune à son fils aîné, Vincent. Personnage emblématique de l'histoire du paquebot, Astor apparaît dans plusieurs films sur le drame, notamment Titanic de James Cameron. Des romans le mettent également en scène.

## Biographie

### Jeunesse
Issu de la prestigieuse famille Astor, John Jacob Astor IV naît le 13 juillet 1864 à Rhinebeck, dans l'État de New York. Il est le fils de William Backhouse Astor, Jr. (en) et de Caroline Schermerhorn Astor. Son arrière-grand-père, John Jacob Astor, avait émigré d'Allemagne et avait fait fortune aux États-Unis dans la fourrure et l'immobilier, faisant des Astor l'une des familles les plus riches et les plus puissantes du pays.
Il fréquente la Saint Paul's School de Concord, dans le New Hampshire, puis entre à l'université Harvard. Après ses études, il voyage durant trois ans à l'étranger, et rentre en 1891 aux États-Unis pour gérer les affaires familiales. Cette même année, le 17 février, il épouse à Philadelphie Ava Lowle Willing, la fille d'Edward Shippen Willing (petit-fils de Thomas Willing) et de Alice Barton (fille de John Rhea Barton (en)). Ce mariage entre l'une des filles de la famille la plus influente de Philadelphie et l'un des hommes les plus fortunés de New York attire une forte foule et la cérémonie réunit nombre de personnalités.

### Carrière

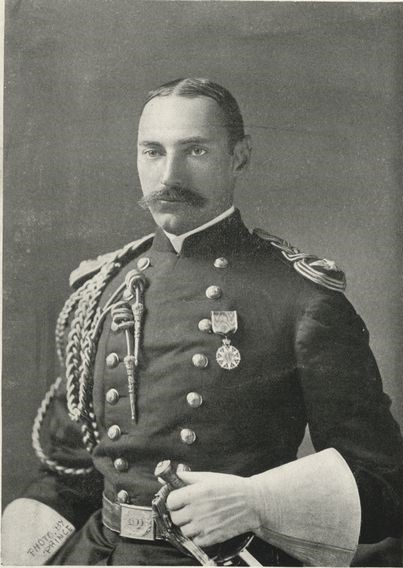
Astor en tenue militaire.

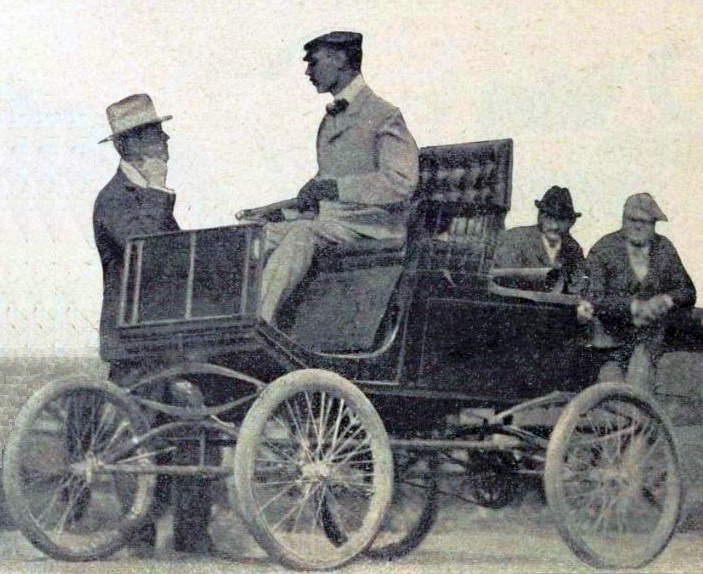
John Jacob Astor IV, à une course américaine de voitures à vapeur en 1901.

Outre la gestion de la fortune familiale, Astor s'exerce à de multiples disciplines. Il écrit ainsi en 1894, A Journey in Other Worlds, un ouvrage de science-fiction et d'anticipation sur le monde en 2000 et les évolutions technologiques et politiques qu'il a connues. Il s'essaie également à l'invention et participe à l'élaboration de la turbine à vapeur. Il dépose en 1898 un brevet pour des freins de bicyclette, et un autre pour des pneumatiques. Sur le plan des affaires, il devient le chef de la famille Astor lors du départ de son cousin William Waldorf Astor Sr. pour l'Angleterre. Les relations familiales sont alors tendues entre les deux branches de sa famille, particulièrement entre sa mère Catherine et son cousin qui vient de commencer la construction d'un luxueux hôtel, le Waldorf, à New York, à la place de la demeure familiale à l'angle de la 5e avenue et de la 33e rue. Avant même son ouverture (en 1893), John Jacob Astor fait lui-même construire un hôtel à côté du Waldorf sur la moitié du terrain qu'il possède à la demande de sa mère, jalouse de la notoriété gagnée par son neveu. Il le baptise Astoria en hommage à la colonie de l'Oregon où a commencé la fortune de la famille. Les deux clans se réconciliant finalement, les deux hôtels sont reliés et deviennent le Waldorf-Astoria, le plus grand complexe hôtelier du monde lors de son ouverture le 1er décembre 1897.
En 1898 éclate la guerre hispano-américaine. L'armée américaine manque d'effectifs réguliers et de nombreux volontaires s'engagent. Lieutenant-colonel, Astor propose ses services au département de la Guerre des États-Unis. Il met son yacht, le Nourmahal, à la disposition de la marine américaine,. Il propose également de financer sur sa fortune personnelle une unité d'artillerie qu'il souhaite équiper et commander sur le champ de bataille. Sa demande acceptée, il est promu et nommé inspecteur militaire tandis qu'il finance l'équipement de sa batterie, l’Astor Battery, pour 100 000 $, la première batterie d'artillerie de montagne de l'armée américaine. En attendant qu'elle soit opérationnelle, Astor accompagne le général Shafter à Cuba et fait partie du premier navire du corps expéditionnaire à débarquer le 20 juin 1898 à Santiago de Cuba sous un déluge d'artillerie. Il participe à la principale bataille terrestre de la campagne, la bataille de San Juan où, au milieu de la mêlée, il est désarçonné par un éclat d'obus qui blesse son cheval. Cuba conquise après la victoire navale de Santiago de Cuba, il est envoyé aux Philippines où la bataille de la baie de Manille a permis à l'armée américaine de s'emparer du port de la capitale. Sa batterie quitte New York le 13 juin 1898 pour San Francisco où elle est embarquée pour les Philippines. Composée de trois officiers et 101 hommes, elle est commandée par le capitaine Peyton March et intégrée au bataillon de volontaires de l'Armée des États-Unis (l’United States Volunteer). Elle participe aux différentes opérations de la bataille de Manille et à la prise de la ville le 13 août 1898 qui assure aux États-Unis la conquête de l'île. Elle fait un retour triomphal à New York le 2 février 1899. Ses états de service et son courage pendant la guerre permettent à Astor d'être promu au rang de colonel grâce à la recommandation du général Shafter.

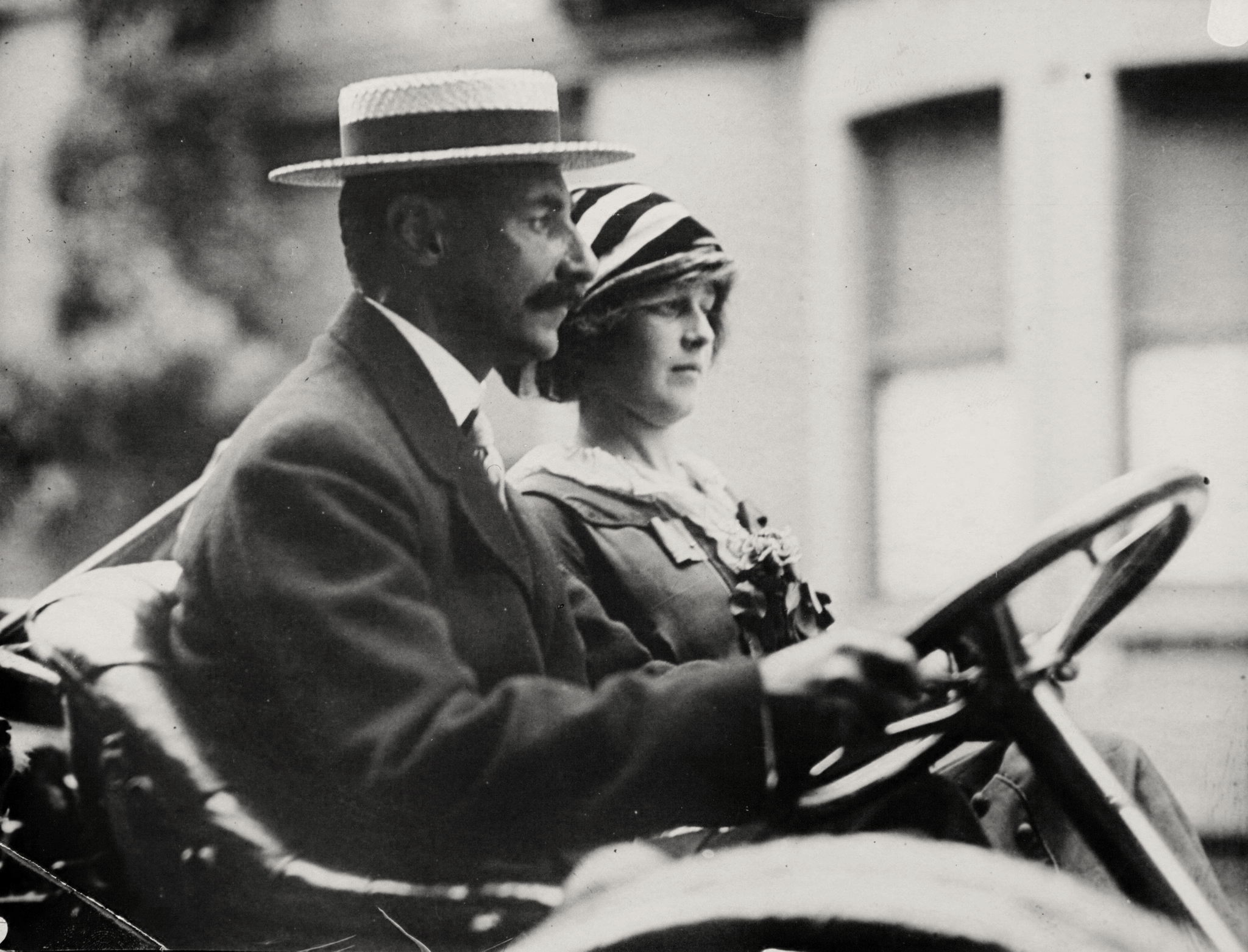
John Jacob Astor et sa seconde épouse, Madeleine.

Astor a en 1891 un fils, Vincent, et en 1902 une fille Ava Alice Muriel Astor. Cependant, il divorce en 1909. Il défraie la chronique en épousant deux ans plus tard Madeleine Talmadge Force, âgée de 17 ans. Ceci ne se fait pas sans encombre, car la décision d'Astor choque profondément. Le pasteur qui refuse de célébrer l'union reçoit un grand nombre de lettres de soutien. Le révérend Joseph Lambert qui célèbre l'union est pour sa part fortement critiqué, et quitte l'Église quelques mois plus tard. Ava se remaria de son côté avec le baron Ribblesdale.

### Voyage sur le Titanic et mort

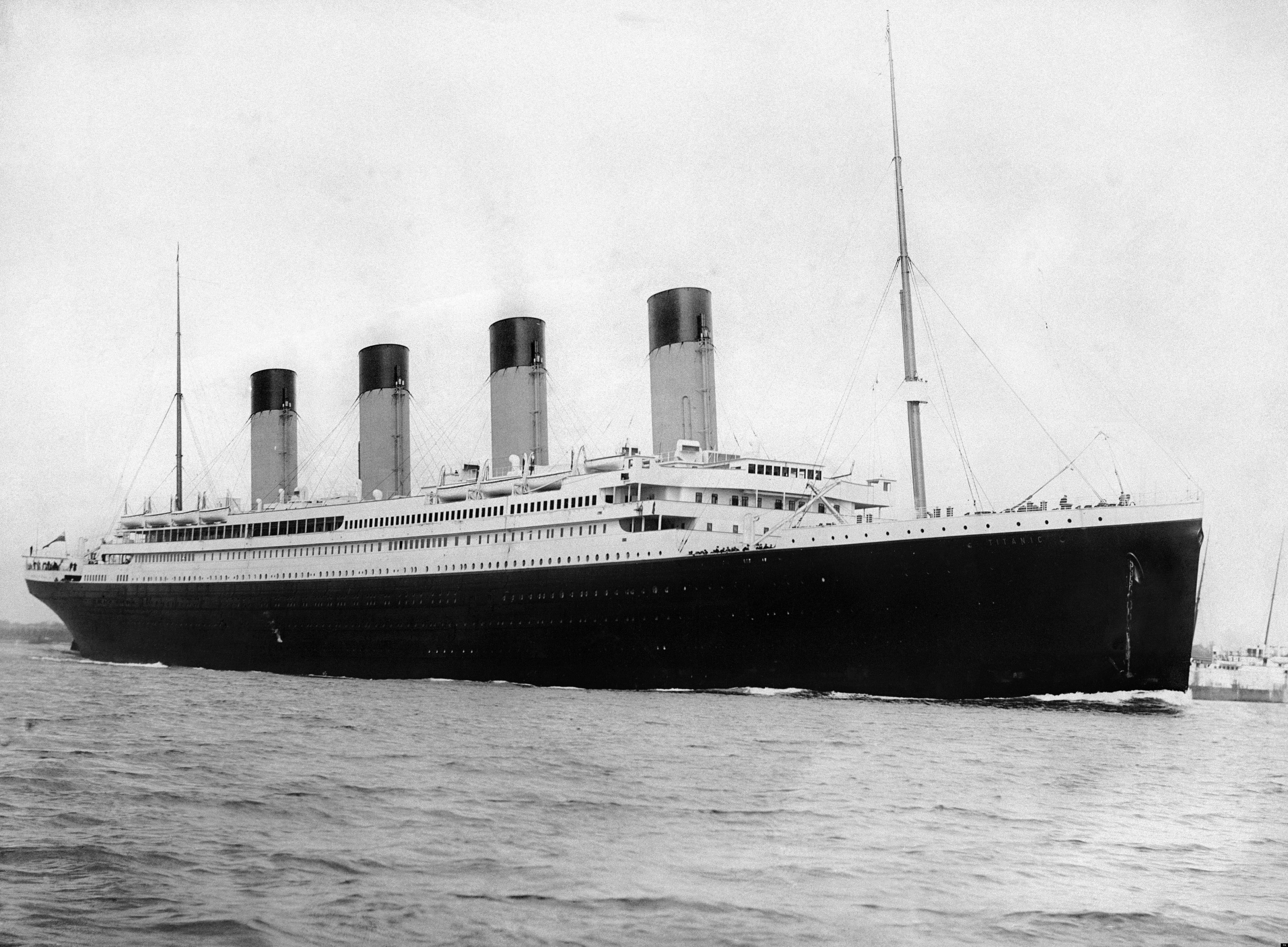
Astor est mort dans le naufrage du Titanic en avril 1912.

Afin d'échapper aux ragots, le nouveau couple part en voyage de noces en Europe et en Égypte et profite notamment d'une croisière sur le Nil. À Paris, il fréquente notamment le salon de la comtesse Greffulhe. Il décide de faire construire en 1907, l’hôtel Royal Astor (aujourd'hui Maison Astor) en face de celui de la comtesse. Il séjourne ensuite un certain temps à Naples avant de décider de rentrer aux États-Unis en avril 1912. Madeleine est en effet enceinte et désire accoucher dans son pays. Le couple décide donc de rentrer à bord du paquebot Titanic, qui doit entamer son voyage inaugural. Ils embarquent le 10 avril dans la soirée, durant l'escale du navire à Cherbourg, après avoir été amenés à bord par le transbordeur Nomadic. Ils voyagent avec un valet, une domestique, et une infirmière diplômée chargée de veiller sur la future mère durant le voyage. Ils sont également accompagnés par leur chienne, l'airedale Kitty,. Lorsque, le 11 avril, le paquebot fait escale à Queenstown, en Irlande, Astor achète pour son épouse un châle de 165 livres (une importante somme pour l'époque), à des marchands de passage pendant l'arrêt du navire.
Les Astor occupent une suite de première classe sur le pont C, la C-62 - C-64. Ils y disposent ainsi d'une salle de bains et de toilettes privées, ce qui n'est pas le cas de la plupart des cabines de première classe du navire. Ils sont les passagers les plus fortunés à bord, avec une fortune de 15 millions de livres sterling d'époque.
Le paquebot heurte un iceberg le 14 avril 1912 vers 23 h 40, et commence à sombrer. Réveillé par l'accident, Astor part en quête d'informations et revient rassurer sa femme. Alors que les passagers se rendent vers les canots de sauvetage, Astor et son épouse partent s'abriter du froid dans le gymnase, proche des embarcations. Des témoins le voient éventrer un gilet de sauvetage avec son couteau de poche pour montrer le liège qu'il contient à son épouse.
Astor ne montre aucun signe de panique tandis que l'équipage charge les embarcations. Vers deux heures moins le quart, il aide sa femme à embarquer dans le canot no 4, et demande au deuxième officier Charles Lightoller à l'accompagner, à cause de sa « situation délicate », ce qui lui est refusé. Le jeune passager Louis Garrett a cependant témoigné plus tard en disant qu'Astor avait juste voulu monter pour installer son épouse. Garrett poursuit en expliquant que le milliardaire, voyant la foule encore présente sur le pont, a pris la première personne sous ses yeux (qui se trouve être Garrett) et l'a placée dans le canot. Certains témoins rapportent qu'il se rendit ensuite au chenil du bateau, afin d'en libérer les chiens. Vers 2 h 5, il est aperçu sur le pont en train de fumer une cigarette avec l'écrivain Jacques Futrelle. Astor meurt dans le naufrage, ainsi que son valet Victor Robbins,.

## Postérité

### Funérailles et héritage

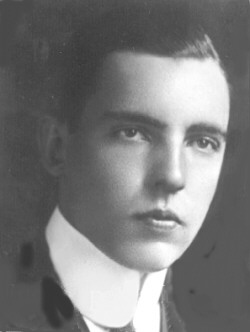
Après la mort d'Astor dans le naufrage, son fils Vincent hérite de sa fortune.

Le corps d'Astor est repêché en très bon état de conservation par les marins du Mackay-Bennett le 22 avril 1912. On l'identifie facilement grâce à ses initiales « JJA » inscrites sur sa veste. On retrouve sur lui plusieurs objets précieux dont une montre et un stylo en or, ainsi que de fortes sommes d'argent en livres sterling et en dollars.
Le corps est rendu à sa famille et enterré au cimetière de Trinity, à New York. Ceci n'empêche pas des légendes de naître sur sa mort. Le colonel Archibald Gracie, rescapé du naufrage, entend dire qu'Astor a été retrouvé écrasé et couvert de suie, et en déduit dans son ouvrage Rescapé du « Titanic » que le milliardaire a été écrasé par une chaudière du navire, ou par la cheminée avant du paquebot. L'hypothèse est régulièrement reprise, notamment par l'historien de référence sur le sujet, Walter Lord, dans La Nuit du « Titanic ».
L'historien George Behe apporte la preuve que cette théorie est fausse grâce aux comptes rendus établis par ceux qui ont vu le corps, qui déclarent tous que celui-ci n'était que légèrement abîmé par l'eau de mer, et en aucun cas écrasé ou couvert de suie. Astor n'est donc pas mort écrasé par la chute de la cheminée.
La plus grande partie de l'héritage d'Astor revient à son fils aîné, Vincent Astor. Sa fille et son deuxième fils, John Jacob Astor VI (né en août 1912), reçoivent quant à eux une somme inférieure. Qui plus est, son épouse Madeleine abandonne toute prétention à sa part d'héritage quand elle se remarie, comme le prévoyait le testament du défunt.
Par une certaine ironie du sort, les premières audiences de la commission d'enquête américaine sur le naufrage se tiennent dans la salle de réception de l'hôtel Waldorf-Astoria.

### Dans la culture

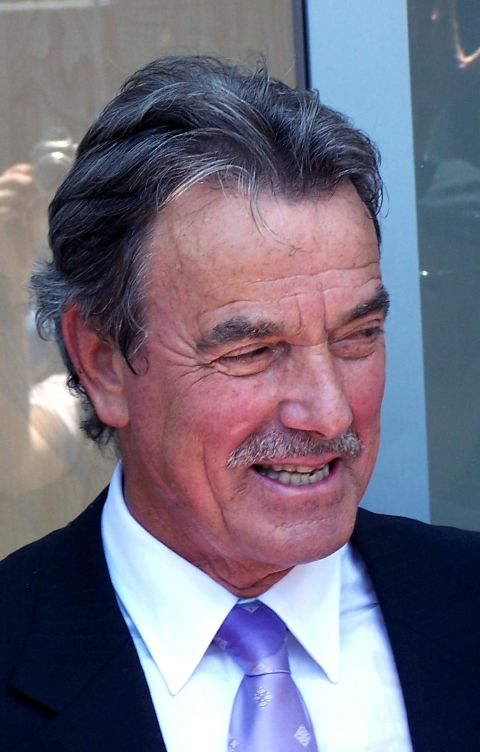
Eric Braeden interprète Astor dans le film Titanic de James Cameron.

Passager emblématique du Titanic, Astor est de fait représenté dans plusieurs films sur le naufrage. Il apparaît ainsi en 1943 dans le film de propagande nazie Titanic où il est présenté comme un homme qui ne se soucie que de sa propre vie et ne cherche pas à sauver son épouse. Au contraire dans un épisode de la série d'animation Futurama, M. Astor cède sa place dans une navette de secours lors du naufrage du LandTitanic en 2912.
Dans le film Titanic de James Cameron, John Jacob Astor est interprété par Eric Braeden, car il ressemble à son personnage.
John Jacob Astor IV apparaît également dans la littérature. Il est ainsi dessiné par Keno Don Rosa dans le 11e épisode de La Jeunesse de Picsou, Le Bâtisseur d'empires du Calisota. On y voit Balthazar Picsou et Astor à bord du Titanic peu avant son naufrage. Astor insiste pour que Picsou lui vende un précieux rubis et va même jusqu'à lui proposer toute sa fortune pour le récupérer. Astor passe par-dessus bord au moment où le paquebot heurte l'iceberg. Les auteurs Gert Hofmann et Bernard Kreiss consacrent une nouvelle à Astor dans leur ouvrage Conversation à bord du Titanic lors de son naufrage entre sir John Jacob Astor et son coiffeur et autres nouvelles.
Astor fait également partie des grands magnats de l'Amérique traités dans le cadre de l'émission Secrets d'histoire, intitulée  Gatsby et les Magnifiques, diffusée le 1er octobre 2013 sur France 2.